# Luis de León

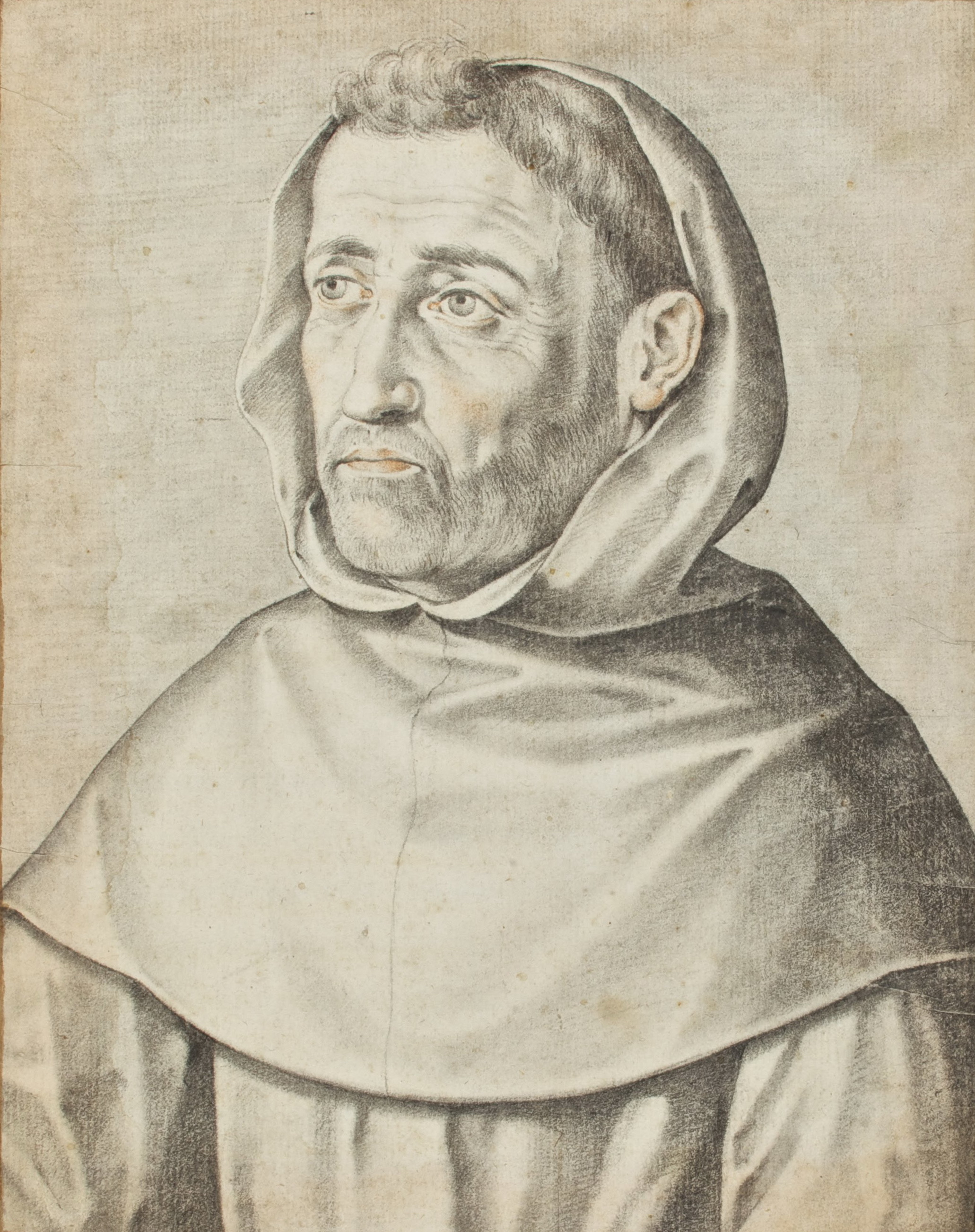
Fray Luis de León

Fray Luis de León, född 1528, död 23 augusti 1591, var en spansk författare.
León var teologie professor i Salamanca. Hans bibeltolkningar, som kritiserade Vulgatan, och hans översättning av Höga visan, som var förbjuden, förde honom till ett flerårigt fängelse, varur dock inkvisitionens slutdom utlöste honom. I fängelset skrev han sin märkliga bok, Los nombres de Cristo, utmärkt lika mycket av lärdom som av sinnrika jämförelser och poetiska utvikningar. I sin tolkning av Jobs bok är León en stoisk filosof, i sin La perfecta casada en älskvärd moralist. Hans prosastil är lika elegant som versen i hans sparsamma dikter, prisande det stilla livet i umgänge med naturen, som överallt uppenbarar Gud.